# Homoneura alini
Homoneura alini är en tvåvingeart som beskrevs av Erich Martin Hering 1938. Homoneura alini ingår i släktet Homoneura och familjen lövflugor. Inga underarter finns listade i Catalogue of Life.